# Liga Konfederacyjna (Kolumbia Brytyjska)
Liga Konfederacyjna – organizacja polityczna, grupa nacisku i zalążek partii politycznej, założona w maju 1868 w brytyjskiej kolonii na wyspie Vancouver przez lokalnego polityka liberalnego  Amora De Cosmosa.
Wkrótce po jej założeniu dołączyli do niej inni politycy, także z bliźniaczej kolonii Kolumbii Brytyjskiej, z których najbardziej znanym był John Robson. Liga zorganizowała konferencję w Yale, na której 26 delegatów przedyskutowało i uchwaliło rezolucję zmierzającą do przystąpienia obu kolonii do Konfederacji Kanady. Rezolucja konferencji spotkała się z dużym poparciem w kontynentalnej części Brytyjskiej Kolumbii, podczas gdy na Wyspie Vancouver przyjęta została z mieszanymi odczuciami. Gdy w 1871 ostatecznie rozpoczęto negocjacje z rządem Kanady, Liga prowadziła szeroko zakrojoną akcję nacisków, aby osiągnąć takie porozumienie stowarzyszeniowe, które gwarantowałoby powstanie w nowej prowincji instytucji demokratycznych, jakimi cieszyły się pozostały prowincje Kanady.